# 20e cérémonie des César
La 20e cérémonie des César du cinéma - dite aussi Nuit des César -  récompensant les films sortis en 1994, s'est déroulée le 25 février 1995 au Palais des congrès de Paris.
Elle fut présidée par Alain Delon et retransmise sur Canal+.

## Présentateurs et intervenants
- Daniel Toscan du Plantier, président de l'Académie des arts et techniques du cinéma
- Alain Delon, président de la cérémonie
- Jean-Claude Brialy, Pierre Tchernia, maîtres de cérémonie
- Charlotte Gainsbourg, pour la remise du César d'honneur à Jeanne Moreau
- Alain Delon, Steven Spielberg, pour la remise des César du meilleur film, scénario et réalisateur
- Jacqueline Bisset, Daniel Toscan du Plantier
- Jean-Claude Brialy, Charlotte Gainsbourg
- Juliette Binoche, Hugh Grant
- Sabine Azéma, pour la remise du César du meilleur acteur dans un second rôle
- Sabine Azéma, Lambert Wilson

## Palmarès
Les lauréats sont indiqués en gras.

### César du meilleur film
Seuls les producteurs sont venus s'exprimer étant donné que le réalisateur était déjà primé.
- Les Roseaux sauvages, réalisé par André Téchiné, produit par Georges Benayoun et Alain Sarde
  - Le Fils préféré, réalisé par Nicole Garcia, produit par Philippe Carcassonne et Alain Sarde
  - Léon, réalisé par Luc Besson, produit par Patrice Ledoux, Claude Besson et Luc Besson
  - La Reine Margot, réalisé par Patrice Chéreau, produit par Claude Berri
  - Trois Couleurs : Rouge, réalisé par Krzysztof Kieślowski, produit par Marin Karmitz

### César du meilleur réalisateur
- André Téchiné pour Les Roseaux sauvages
  - Patrice Chéreau pour La Reine Margot
  - Nicole Garcia pour Le Fils préféré
  - Luc Besson pour Léon
  - Krzysztof Kieslowski pour Trois Couleurs : Rouge

### César du meilleur film étranger
- Quatre mariages et un enterrement de Mike Newell •  Royaume-Uni
  - Journal intime de Nanni Moretti •  Italie
  - La Liste de Schindler de Steven Spielberg •  États-Unis
  - Pulp Fiction de Quentin Tarantino •  États-Unis
  - Short Cuts de Robert Altman •  États-Unis

### César du meilleur acteur

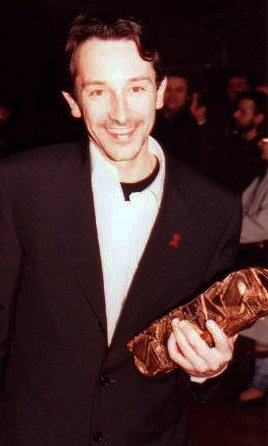
Jean-Hugues Anglade, lauréat du César du meilleur acteur dans un second rôle pour La Reine Margot.

- Gérard Lanvin pour Le Fils préféré
  - Daniel Auteuil pour La Séparation
  - Gérard Depardieu  pour Le Colonel Chabert
  - Jean Reno pour Léon
  - Jean-Louis Trintignant pour Trois couleurs : Rouge

### César de la meilleure actrice
- Isabelle Adjani pour La Reine Margot
  - Anémone pour Pas très catholique
  - Sandrine Bonnaire pour Jeanne la Pucelle
  - Isabelle Huppert pour La Séparation
  - Irène Jacob pour Trois couleurs : Rouge

### César du meilleur acteur dans un second rôle
- Jean-Hugues Anglade pour La Reine Margot
  - Claude Rich pour La Fille de d'Artagnan
  - Fabrice Luchini  pour Le Colonel Chabert
  - Bernard Giraudeau pour Le Fils préféré
  - Daniel Russo pour Neuf mois

### César de la meilleure actrice dans un second rôle
- Virna Lisi pour La Reine Margot
  - Line Renaud pour J'ai pas sommeil
  - Dominique Blanc pour La Reine Margot
  - Michèle Moretti pour Les Roseaux sauvages
  - Catherine Jacob pour Neuf mois

### César du meilleur espoir masculin
- Mathieu Kassovitz pour Regarde les hommes tomber
  - Charles Berling pour Petits arrangements avec les morts
  - Frédéric Gorny pour Les Roseaux sauvages
  - Gaël Morel  pour Les Roseaux sauvages
  - Stéphane Rideau pour Les Roseaux sauvages

### César du meilleur espoir féminin
- Élodie Bouchez pour Les Roseaux sauvages
  - Marie Bunel pour Couples et amants
  - Sandrine Kiberlain pour Les Patriotes
  - Virginie Ledoyen  pour L'Eau froide
  - Elsa Zylberstein pour Mina Tannenbaum

### César de la meilleure première œuvre
- Regarde les hommes tomber de Jacques Audiard
  - Le Colonel Chabert d'Yves Angelo
  - Mina Tannenbaum de Martine Dugowson
  - Personne ne m'aime de Marion Vernoux
  - Petits arrangements avec les morts de Pascale Ferran

### César du meilleur scénario original ou adaptation
- André Téchiné, Olivier Massart et Gilles Taurand pour Les Roseaux sauvages
  - Jacques Audiard et Alain Le Henry pour Regarde les hommes tomber adapté du roman Triangle, un trio sans espoir de Teri White
  - Michel Blanc pour Grosse fatigue
  - Patrice Chéreau et Danièle Thompson pour La Reine Margot adapté du roman éponyme d'Alexandre Dumas
  - Krzysztof Kieślowski et Krzysztof Piesiewicz pour Trois Couleurs : Rouge

### César de la meilleure musique
- Zbigniew Preisner pour Trois Couleurs : Rouge
  - Goran Bregovic pour La Reine Margot
  - Philippe Sarde pour La Fille de d'Artagnan
  - Éric Serra pour Léon

### César de la meilleure photographie
- Philippe Rousselot pour La Reine Margot
  - Thierry Arbogast pour Léon
  - Bernard Lutic pour Le Colonel Chabert

### César des meilleurs costumes
- Moidele Bickel pour La Reine Margot
  - Olga Berluti et Anne de Laugardière pour Farinelli
  - Franca Squarciapino pour Le Colonel Chabert

### César du meilleur décor
- Gianni Quaranta pour Farinelli
  - Richard Peduzzi et Olivier Radot pour La Reine Margot
  - Bernard Vézat pour Le Colonel Chabert

### César du meilleur son
- Jean-Paul Mugel et Dominique Hennequin pour Farinelli
  - Pierre Excoffier, François Groult, Gérard Lamps, Bruno Tarrière pour Léon
  - William Flageollet, Jean-Claude Laureux pour Trois Couleurs : Rouge

### César du meilleur montage
- Juliette Welfling pour Regarde les hommes tomber
  - Sylvie Landra pour Léon
  - Hélène Viard, François Gédigier pour La Reine Margot

### César du meilleur court-métrage
- La Vis de Didier Flamand
  - Deus ex machina de Vincent Mayrand
  - Elles de Joanna Quinn
  - Émilie Muller d'Yvon Marciano

### César du meilleur film à caractère documentaire
Le César est une nouveauté, il fut créé à la suite de la polémique lancée par Marcel Ophuls
- Délits flagrants de Raymond Depardon
  - Bosna ! de Bernard-Henri Levy, Alain Ferrari
  - La Véritable Histoire d'Artaud le Mômo de Gérard Mordillat, Jérôme Prieur
  - Montand, le film de Jean Labib
  - Tsahal de Claude Lanzmann
  - Tzedek de Marek Halter
  - Veillées d'armes : histoire du journalisme en temps de guerre de Marcel Ophuls

### César d'honneur
- Jeanne Moreau
- Gregory Peck
- Steven Spielberg

### César des Césars
Sondage effectué auprès des membres de l'académie pour désigner le meilleur film parmi les 20 films lauréats du César du meilleur film.
- Cyrano de Bergerac de Jean-Paul Rappeneau, déjà largement primé en 1991.